# Henry Clay Folger
Henry Clay Folger (New York, 18 giugno 1857 – New York, 11 giugno 1930) è stato un imprenditore statunitense.
Dal 1879 fu presidente e poi amministratore delegato della Standard Oil. Importante bibliofilo, fu un grande accumulatore di pregiatissime opere di William Shakespeare, che vennero poi donate alla città di New York nel 1932.